# Nové Hrady (Boemia meridionale)
Nové Hrady (in tedesco Gratzen) è una città della Repubblica Ceca facente parte del distretto di České Budějovice, in Boemia Meridionale.